# Marcel Chopin
Pour les articles homonymes, voir Chopin (homonymie).
Marcel Chopin est un ingénieur et constructeur français né le 25 mai 1889 à Landrecies (Nord) et mort le 3 octobre 1979 à Lille. Il est notamment l'inventeur de l'alvéographe.

## Biographie
Après avoir été directeur de la centrale électrique de Nancy durant la Première Guerre mondiale, Marcel Chopin s'est engagé, comme ingénieur-conseil des Grands Moulins Vilgrain de Nancy, puis des Grands Moulins de Paris-Bordeaux-Lille, dans la recherche de l'amélioration de la qualité boulangère des farines. Il a inventé en 1920 l'extensimètre,,, puis son évolution l'alvéographe, appareil de mesure de l'aptitude des farines de blé à la panification, ainsi que de nombreux dispositifs dans ce domaine, dont le zymotachygraphe, appareil de contrôle de la fermentation des farines.
En particulier, il a inventé l'étuve rapide,, un appareil de mesure du taux d'humidité des produits agricoles, et en particulier des blés, permettant ainsi d'optimiser la moisson. Cet appareil repose sur la capacité du carbure de calcium à absorber l'humidité d'un échantillon de matière portée à dessiccation, suivant la réaction
CaC2 + 2 H2O —> C2H2 + Ca(OH)2
qui produit de l'acétylène et de l'hydroxyde de calcium. La mesure se fait par comparaison de poids de l'échantillon avant et après dessication, la fin de la combustion de l'acétylène produit déterminant le moment où la dessication est complète.
Cet appareil n'est plus utilisé depuis la généralisation d'un procédé fondé sur les effets d'un courant électrique.
En revanche, l'alvéographe est toujours en usage de nos jours dans le monde entier et a permis d'obtenir le classement de la baguette de pain française au patrimoine culturel immatériel de l'Unesco en 2022, intitulé « Les savoir-faire artisanaux et la culture de la baguette de pain », du fait de la sélection de variétés de blé offrant une meilleure aptitude à la panification.

## Publications
- Marcel Chopin, Cinquante années de recherches relatives aux blés et à leur utilisation industrielle, Boulogne, S.A. Chopin, 1973, 195 p. (OCLC 463088833)